# Ікшицьке сільське поселення
І́кшицьке сільське поселення (рос. Икшицкое сельское поселение) — сільське поселення у складі Чернишевського району Забайкальського краю Росії.
Адміністративний центр — село Ікшиця.

## Населення
Населення сільського поселення становить 246 осіб (2019; 260 у 2010, 346 у 2002).

## Склад
До складу сільського поселення входять:
| Населений пункт  | Населення, осіб (2002) | Населення, осіб (2010) |
| ---------------- | ---------------------- | ---------------------- |
| Ікшиця, село     | 340                    | 260                    |
| Посельське, село | 6                      | 0                      |